# Nickelodeon Universe
Nickelodeon Universe são dois parques de diversões cobertos localizados em Mall of America em Bloomington, Minnesota e American Dream em East Rutherford, New Jersey, com um terceiro local em construção no Mall of China em Chongqing, China. Os parques consistem em atrações e brinquedos baseados nas franquias populares da Nickelodeon. Os parques de diversões pertencem e são operados pelo Triple Five Group com direitos de licenciamento da Paramount Global, proprietária da Nickelodeon.

## Projeto
Nickelodeon Universe é primeiramente iluminado por um teto de vidro, que também é a fonte da maior parte do calor para o Mall of America. Foi originalmente construído por Knott's Berry Farm. O piso tem uma ampla variação de altura - o maior nível de terreno no parque é de 15 pés (4,6 m) achima do menor. Isso permite uma experiência muito mais naturalista do que normalmente seria possível em um parque de diversões indoor.
O Parque tem algumas montanhas-russas de pequeno porte, mas, principalmente, tem passeios apartamento devido a limitações de espaço. Perto da Reptarmobiles Rugrats é o site de home plate for Metropolitan Stadium, que foi localizado no site do shopping.